# エスタディオ・フランシスコ・アルテス・カラスコ
エスタディオ・フランシスコ・アルテス・カラスコ (Estadio Francisco Artés Carrasco) は、スペイン・ムルシア州ロルカにあるサッカースタジアムである。
エスタディオ・フランシスコ・アルテス・カラスコの周りには3つのサッカーフィールドがあり、それぞれに選手の名前などがつけられている。

## 歴史
スタジアムのオープニングゲームとして、FCバルセロナとロルカ・デポルティーバCFの試合が行われた。試合は4-1でFCバルセロナが勝利した。